# 昱中街道
昱中街道，是中华人民共和国安徽省黄山市屯溪区下辖的一个乡镇级行政单位。

## 行政区划
昱中街道下辖以下地区：
柏树社区、跃进社区和杨梅山社区。

## 文物保护单位
昱中街道辖区内，拥有全国重点文物保护单位1处：程氏三宅（编号5-317），分类古建筑，年代为明，位于黄山市屯溪区昱中街道柏树社区柏树街东里巷6号、7号、劳动里28号。

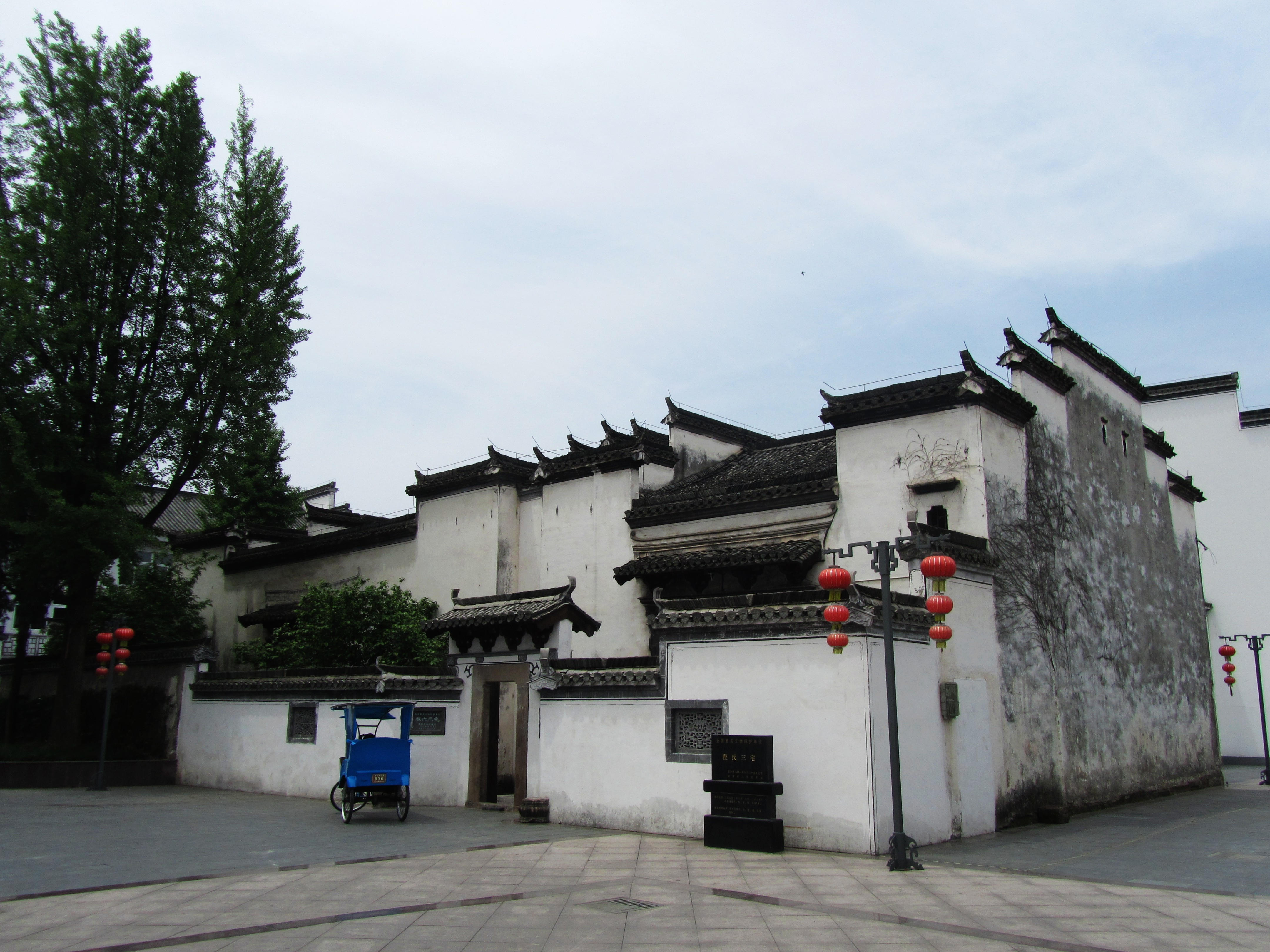
程氏三宅